# St. Sixtus (Münchsmünster)

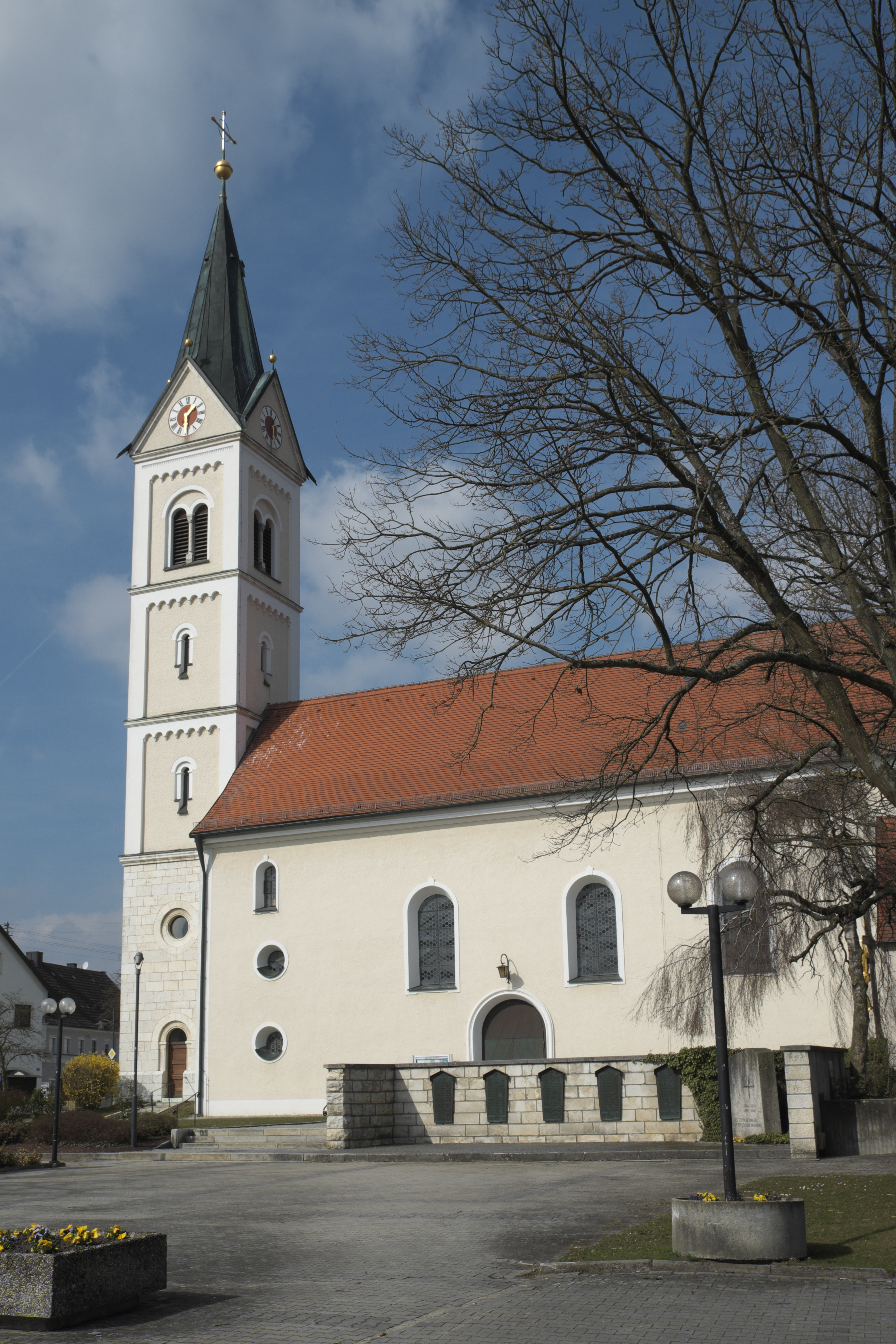
St. Sixtus in Münchsmünster

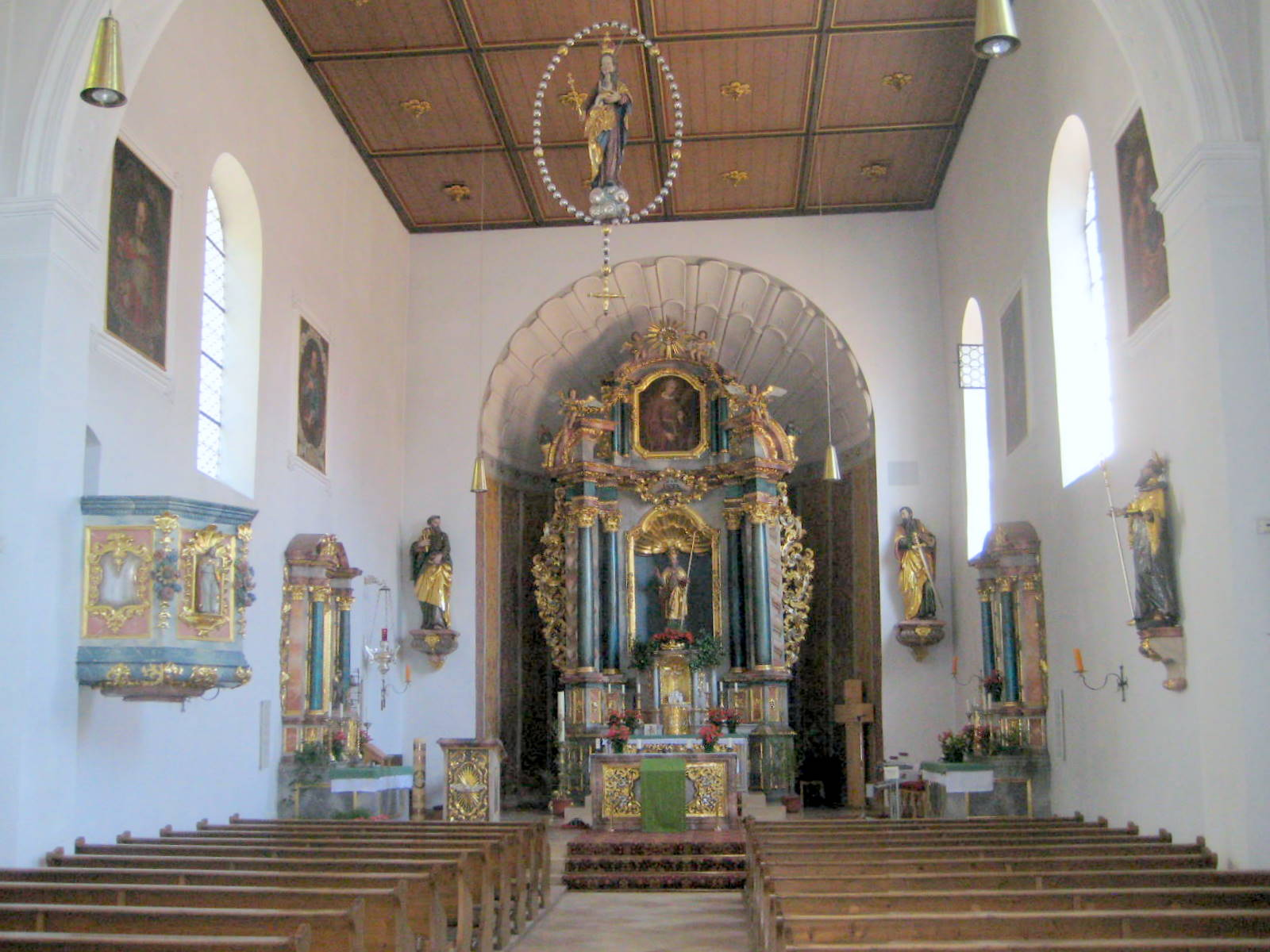
Innenraum

Die römisch-katholische Pfarrkirche St. Sixtus steht in Münchsmünster, einer Gemeinde im oberbayerischen Landkreis Pfaffenhofen an der Ilm. Sie ist in der Liste der Baudenkmäler in Münchsmünster als Baudenkmal unter der Nr. D-1-86-139-1 eingetragen. Die Kirche gehört zum Dekanat Geisenfeld-Pförring im Bistum Regensburg.

## Beschreibung
Die 1092 geweihte romanische Basilika wurde im 17. Jahrhundert zur Saalkirche reduziert. Sie besteht aus dem ehemaligen Mittelschiff der Basilika, dem Chor mit einer halbrunden Apsis im Osten, der Sakristei an der Nordwand des Chors und dem 1889 im Westen angebauten Kirchturm, in dessen oberstem Geschoss hinter den als Biforien gestalteten Klangarkaden der Glockenstuhl mit vier Glocken steht. Zwischen den Giebeln mit den Zifferblättern der Turmuhr erhebt sich ein spitzer Helm.
Der Innenraum ist mit einer Kassettendecke überspannt. Die jetzige Orgel wurde 1971 neu gebaut. Der viersäulige Hochaltar von um 1700, 1904 und 1981 renoviert, beinhaltet eine Figur des heiligen Sixtus aus dem frühen 16. Jahrhundert. Die Seitenaltäre sind von 1862.